# Evolvente di cerchio

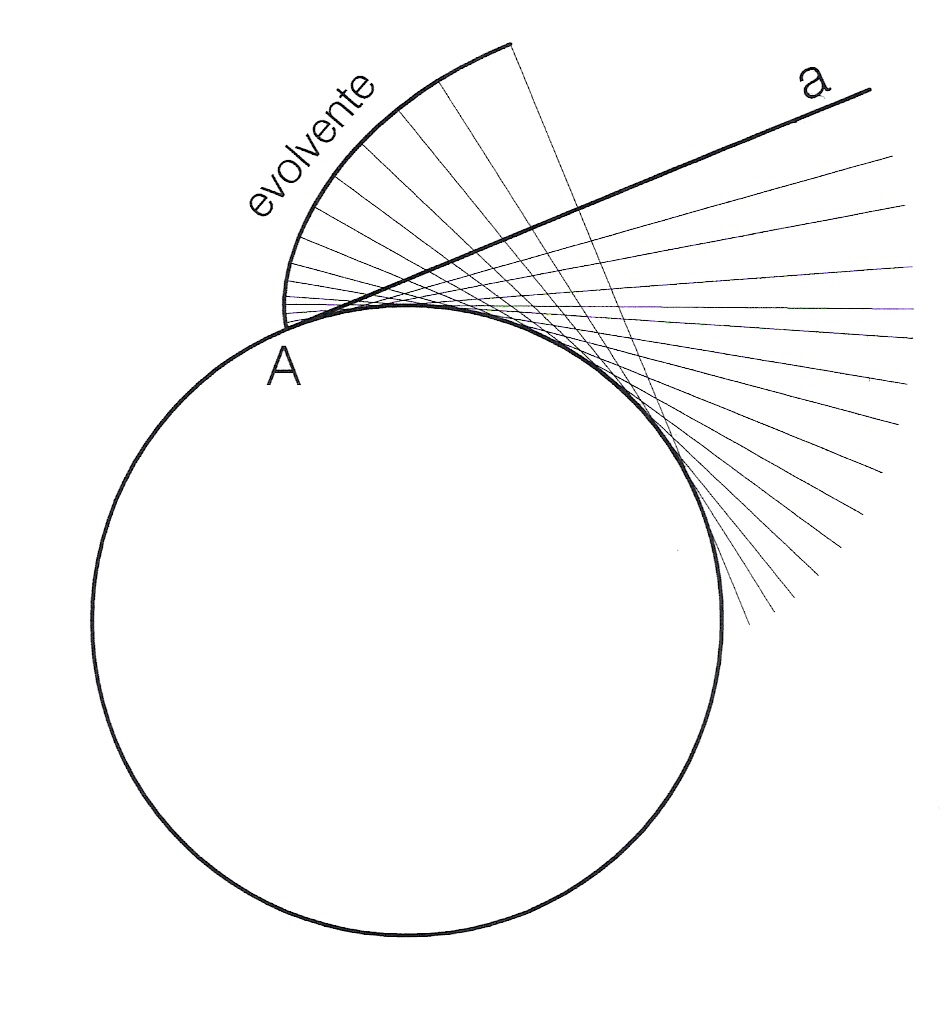
Evolvente di cerchio

L'evolvente del cerchio è la curva piana che descrive il punto A di una retta, detta retta generatrice, che rotola senza strisciare su una circonferenza, detta circonferenza deferente. Come applicazione pratica viene utilizzata per dar forma ai profili dei fianchi dei denti delle ruote dentate in quanto ha la proprietà di garantire la costanza del rapporto di trasmissione e di ridurre usura, vibrazioni e rumore, aumentando così l'efficienza.
Le sue coordinate date in forma parametrica sono:
{\displaystyle x=a(\cos {t}+t\sin {t})}
{\displaystyle y=a(\sin {t}-t\cos {t})}